# Paul Gentilozzi
Paul Gentilozzi (Lansing, Michigan, 6 februari 1950) is een Amerikaans autocoureur en ondernemer. Hij is vijfvoudig kampioen in de Trans-Am Series. In 1994 won hij de 24 uur van Daytona.

## Carrière
Voorafgaand aan zijn autosportcarrière behaalde Gentilozzi een zakelijk diploma op de Michigan State University. Vervolgens hield hij zich bezig met projectontwikkeling. Begin jaren '80 begon hij deel te nemen aan autoraces. In 1983 reed hij voor het eerst de 12 uur van Sebring, waarin hij samen met Jerry Thompson en Dave Heinz in een Chevrolet Camaro op plaats 26 eindigde. In 1986 ging hij met een Oldsmobile Toronado in de GTP-klasse van de IMSA GT rijden. Hij behaalde zijn eerste podiumfinish in de 300 kilometer van Portland.
In 1988 behaalde Gentilozzi op het Stratencircuit Long Beach zijn eerste zege in de Trans-Am Series. Hij werd uiteindelijk vijf keer kampioen in deze klasse, in 1998, 1999, 2001, 2004 en 2006. Daarnaast heeft hij ook in de American Le Mans Series en in de 24 uur van Le Mans gereden. In 1994 behaalde hij internationaal gezien zijn belangrijkste overwinning in de 24 uur van Daytona. Hij reed hierin voor het team Cunningham Racing in een Nissan 300ZX en deelde de zege met Scott Pruett, Butch Leitzinger en Steve Millen.
Naast zijn activiteiten als coureur richtte Gentilozzi in 1985 zijn eigen autosportteam Rocketsports Racing op, dat in eerste instantie alleen deelnam aan de Trans-Am. Het bleef tot 2004 actief in dit kampioenschap. In deze periode heeft het negen kampioenschappen en 57 races gewonnen. Tussen 2003 en 2008 nam het team ook deel aan de Champ Car en de IndyCar Series, waarvoor onder anderen Alex Tagliani, Timo Glock, Ryan Hunter-Reay, Nicky Pastorelli en Antônio Pizzonia uitkwamen. In 2009 hield het team op te bestaan en richtte Gentilozzi samen met zijn zoons Anthony en John RSR Racing op, dat tot 2015 in de American Le Mans Series en het IMSA SportsCar Championship reed.